# Cime de la Malédie
La cime de la Malédie est un sommet frontalier entre la France et l'Italie. Sa partie française se situe dans la haute vallée de la Gordolasque, sur le territoire de la commune de Belvédère, dans le département des Alpes-Maritimes.

## Géographie
La Malédie a le profil d'une « lame de couteau », selon l'angle d'observation. Elle domine le lac Long, au sud, et se trouve à l'est de la cime du Gélas. La partie française de ce sommet fait partie du parc national du Mercantour, et sa partie italienne fait partie du parc naturel des Alpes Maritimes. D'un point de vue géologique, la Malédie est constituée d'anatexites.

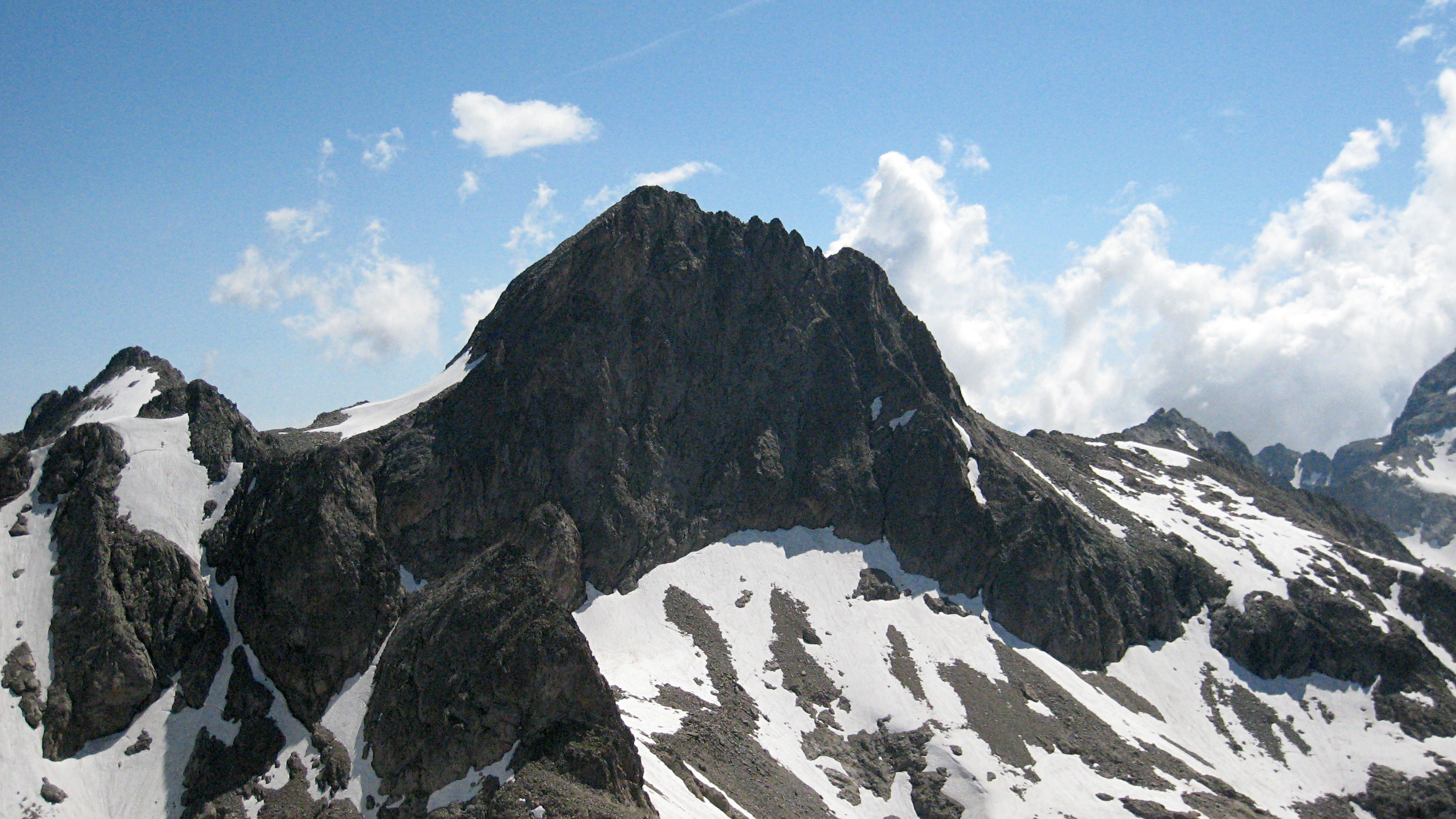
Vue de la Malédie depuis la terrasse du Gélas.
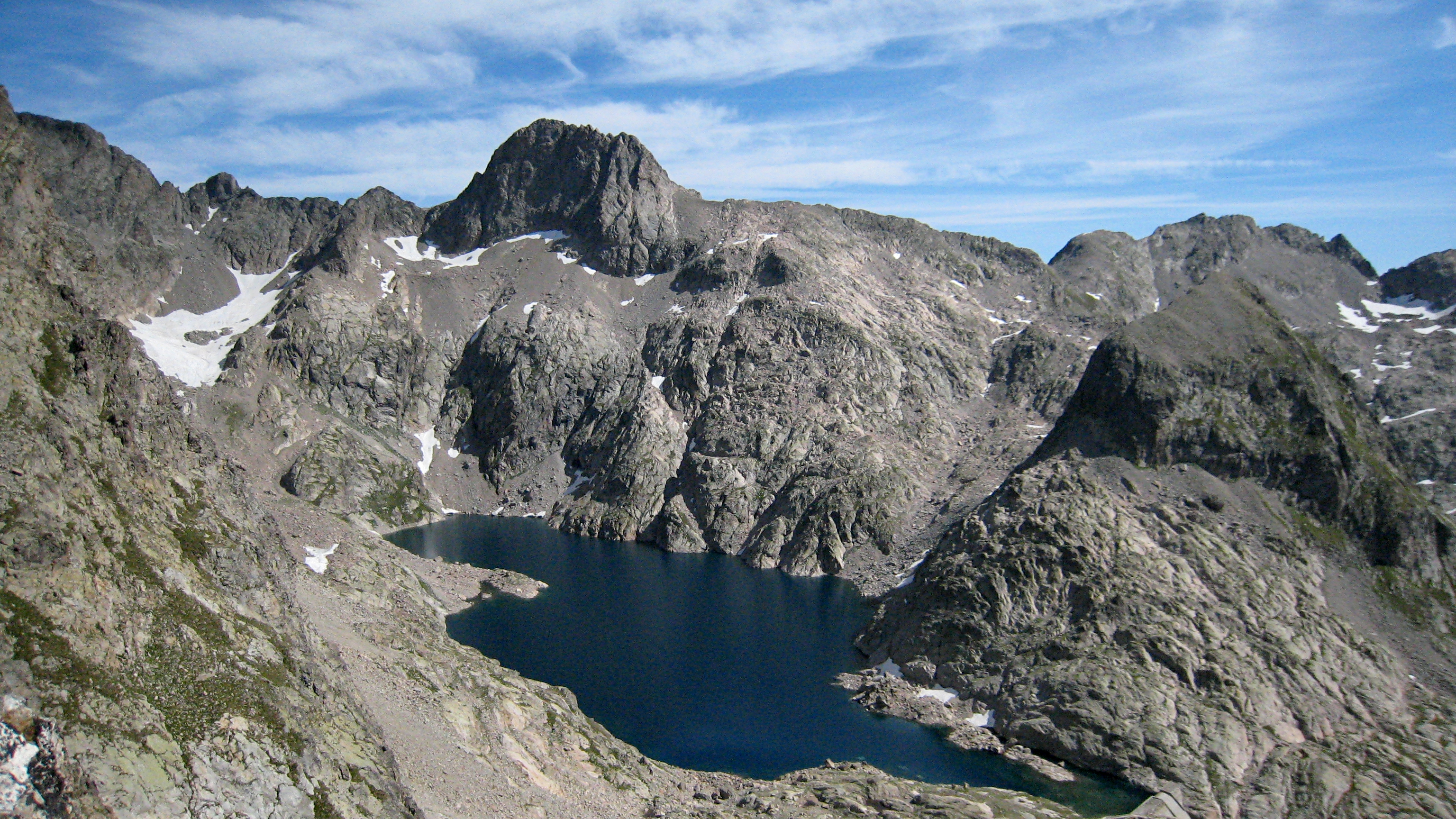
Vue du lac Long et de la Malédie.
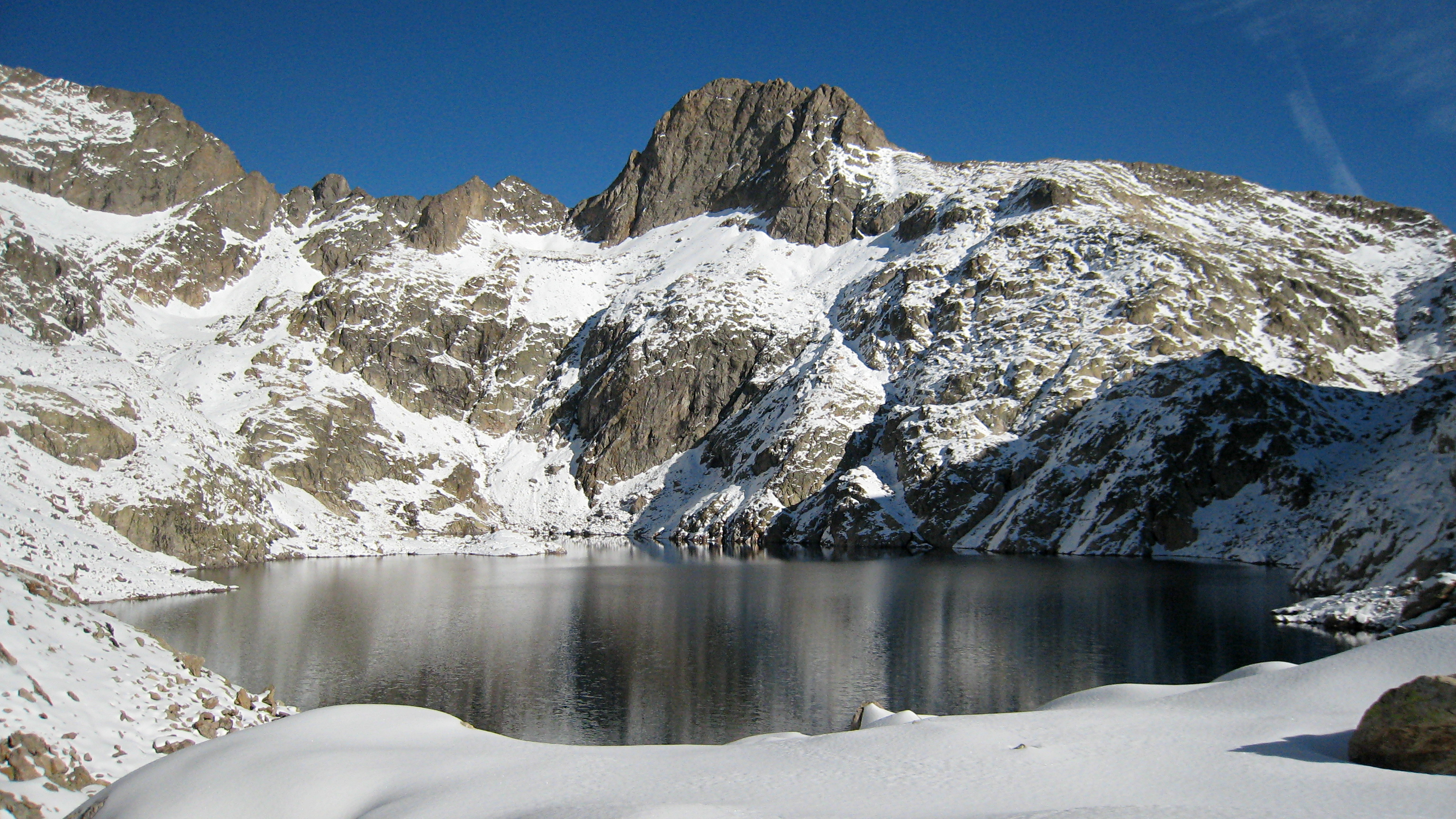
Vue de la cime de la Malédie et du lac Long.

## Histoire
La voie normale est ouverte par E. et L. Maubert, accompagnés de guides J.-B. et J. Plent, le 23 juillet 1895. La première ascension hivernale de cette même voie normale est effectuée par Victor de Cessole, accompagné de B. Daniel et J. Plent, le 16 mars 1904.

## Accès
La voie normale démarre du refuge de Nice. L'itinéraire rejoint le lac Long, qui est contourné par la gauche, puis remonte jusqu'au pas de la Malédie. Le sommet est ensuite atteint en empruntant 2 couloirs rocheux, situé à l'extrémité gauche du versant nord-ouest. La voie normale est accessible à des randonneurs aguerris (cotée PD+ en cotation alpinisme). Les autres itinéraires, notamment la très classique traversée des arêtes, sont réservés aux alpinistes. Le tour de ce sommet est très classique chez les randonneurs à ski.